# Euphorbia umbellata
Euphorbia umbellata es una especie de planta fanerógama de la familia Euphorbiaceae. Es endémica de África oriental en Mozambique. La variedad con hojas coloradas de rojo y verde llamada "Rubra" es común y popular entre los jardineros y coleccionistas.

## Descripción
Synadenium grantii es un arbusto africano que alcanza un tamaño de 8-10 m de altura (26-32 pies), ramificándose desde cerca de la base. Tiene una corteza grisácea con verde en secciones de crecimiento más joven y más fresco. Las ramas más pequeñas y más nuevas son cilíndricas, glabras, verdes y algo carnosas, pero se vuelven más leñosas con la edad. Tiene hojas delgadas y carnosas alternas que son oblanceoladas u obovadas, obtusas o subagudas de forma. Las hojas son un poco suculentas, pero también bastante delgadas, con la humedad almacenada en el tronco leñoso de la planta. Las ramas y las hojas emergen de un pecíolo robusto, desplegándose para ser en forma de diamante, uniformemente planas o semi onduladas en sus bordes. Las inflorescencias son estructuras no notables y pequeñas, que se parecen superficialmente a las de la poinsettia (nochebuena) o la corona de espinas.

## Taxonomía
La especie fue descrita inicialmente como Synadenium umbellatum por Ferdinand Albin Pax y publicado en Botanische Jahrbücher für Systematik, Pflanzengeschichte und Pflanzengeographie 19: 125, en 1894, actualmente es tanto un sinónimo como el basónimo de esta; y ulteriormente, sería transferida al género Euphorbia por Peter Vincent Bruyns en Euphorbia World 3: 5, en 2007.

#### Etimología
Ver: Euphorbia
umbellata: epíteto latino que significa "con umbelas".

#### Sinonimia
- Euphorbia bicompacta Bruyns
- Euphorbia pseudograntii Bruyns
- Synadenium compactum N.E.Br.
- Synadenium grantii Hook.f.
- Synadenium grantii var. rubra (o rubrafolia) Hook.f.
- Synadenium umbellatum Pax
- Synadenium umbellatum var. puberulum N.E.Br.[5][6]